# 1939年臺灣
|        | 臺灣歷史 \| 台灣歷史年表 |
| 世纪： | 19世纪臺灣 \| 20世纪臺灣 \| 21世纪臺灣 |
| 年代： | 1900年代臺灣 \| 1910年代臺灣 \| 1920年代臺灣 \| 1930年代臺灣 \| 1940年代臺灣 \| 1950年代臺灣 \| 1960年代臺灣                                           |
| 年份： | 1934年臺灣 \| 1935年臺灣 \| 1936年臺灣 \| 1937年臺灣 \| 1938年臺灣 \| 1939年臺灣 \| 1940年臺灣 \| 1941年臺灣 \| 1942年臺灣 \| 1943年臺灣 \| 1944年臺灣 |
| 纪年： | 己卯年（兔年）、日本昭和14年 |

## 政府

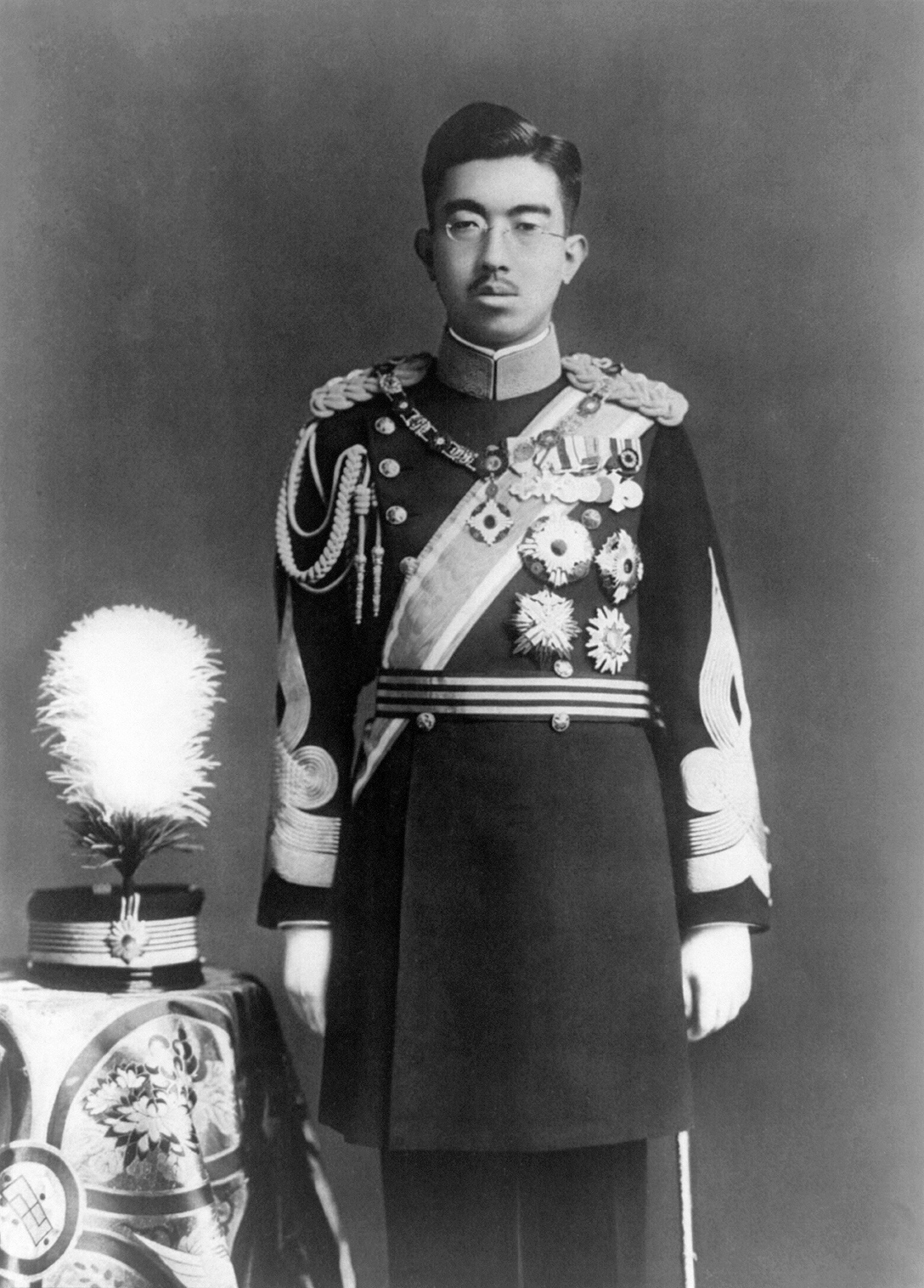
天皇：昭和天皇
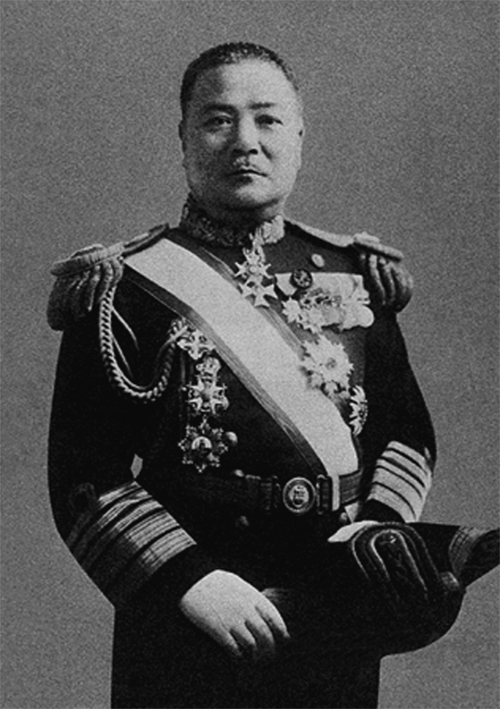
臺灣總督：小林躋造
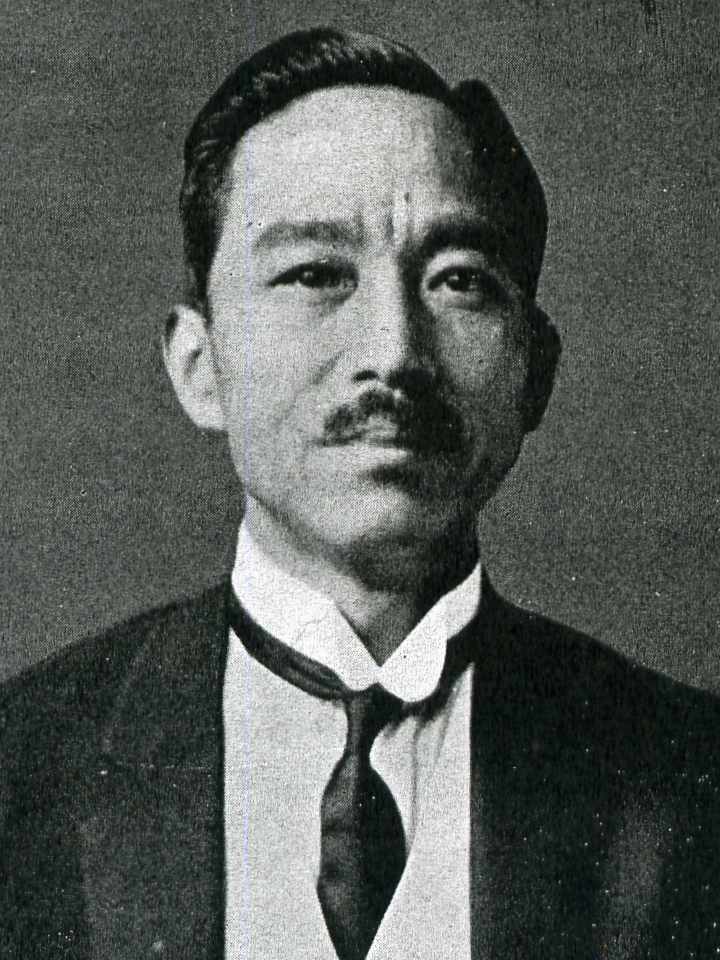
總務長官：森岡二朗

## 大事記

### 4月
- 4月28日——總督府廢撤中央研究所，另成立農業試驗所、林業試驗所、工業研究所及熱帶醫學研究所。

### 9月
- 9月25日——新高港起工式在梧棲舉行。

### 10月
- 10月30日——田中神社鎮座日。

### 11月
- 11月22日——舉辦第二回臺灣市會及街庄協議會員選舉。

## 出生
参见： 1939年出生
- 1月1日——莊秋雄：政治運動人士。
- 1月2日——
  - 彭淮南，財經學者、政治人物。曾任中央銀行總裁。
  - 賴浩敏，政治人物。曾任司法院院長。
  - 陳玉璽：白色恐怖受難者。
- 1月3日——
  - 蕭萬長，政治人物。曾任中華民國副總統、立法委員。
  - 高明見：神經外科學家。
- 1月6日——張宗榮：演員、導演、製作人、書畫家、作詞家、廣播主持人。
- 2月2日——陳庚金：政治人物，曾任中華民國考選部次長、行政院人事行政局局長、台中縣縣長。
- 2月4日——黃慶營：軍事人物。
- 2月8日——粘錫麟：教師、環保運動人士。
- 2月10日——謝深山，政治人物。曾任花蓮縣縣長、立法委員。
- 2月17日——林澄枝：政治人物、教育工作者，是謝孟雄之妻，曾任文化建設委員會主任委員、實踐家專（今實踐大學校長。
- 2月23日——熊美黛：歌手。
- 2月28日——魏少朋：演員、主持人。
- 3月16日——范光群，法學者、政治人物，曾任客家委員會主任委員。
- 3月18日——劉盛良：政治人物，曾任立法委員、台北市議員。
- 3月23日——黃勝雄：醫師。
- 4月1日——馬如龍：演員。
- 4月11日——張清郎：男中音、指揮家。
- 4月27日——戴東原：醫學家，是戴炎輝二子、戴東雄之弟，曾任台灣大學附設醫院院長、台灣大學醫學院教授。
- 5月3日——吳靜吉：教育心理學家、藝術工作者，是蘭陵劇坊創立人，曾任國立中正文化中心（今國家兩廳院）董事長。
- 5月5日——江炳興。台灣獨立運動參與者。在獄中發起泰源事件，被槍決。（1970年逝世）
- 5月24日——張平沼：律師、企業家、政治人物，曾任立法委員、台中地方法院檢察官、愛地雅董事長。
- 5月27日——林榮三，企業家、政治人物。曾任監察院副院長。《自由時報》創辦人。（2015年逝世）
- 6月6日——施明雄：政治運動人士、白色恐怖受難者，是施明德之兄。
- 6月19日——吳伯雄，政治人物。曾任內政部部長、臺北市市長。
- 6月25日——李銀來：教師、政治人物，是李芳儒之父，曾任台北市議員、台北市教育局股長。
- 7月2日——
  - 陳淑芳：演員。
  - 紀萬生：教師、政治運動人士，為美麗島事件參與人之一。
- 7月12日——謝鈞惠：教師、政治人物，曾任立法委員、台南縣議員。
- 7月17日——馬水龍：作曲家、音樂學家，曾任國立藝術學院音樂系主任、東吳大學音樂學系教授、台南家專（今南應科大）音樂科講師。
- 7月23日——七等生，作家。著有《沙河悲歌》。（2020年逝世）
- 7月25日——
  - 陳坤厚：導演、攝影師。
  - 蔡讚雄：政治人物，曾任立法委員。
- 8月2日——林時機：律師、教師、政治人物，是林玫君與林郁容之父，曾任立法委員、監察委員、台西國民學校（今台西國小）教師。
- 8月4日——朵思：詩人。
- 8月6日——楊登魁：企業家，是楊宗憲之父，為第一媒體與八大電視的創辦人。
- 8月16日——黃明宗：政治運動人士、白色恐怖受難者，是黃明潭之弟。
- 8月23日——沈富雄：醫師、政治人物，曾任立法委員、高雄長庚醫院內科主任、美國華盛頓大學醫學院副教授。
- 9月1日——張良澤，作家、臺灣文學評論家。整理大量台灣文學家的作品。
- 9月12日——羅傳進：企業家、政治人物，是羅世雄之父，曾任立法委員、和春工專（今和春技術學院）董事長。
- 9月18日——胡立成：配音員。
- 9月24日——劉秋存：書畫家，是劉昱佑祖父，曾任教於新社中和國小。
- 9月26日——楊國賜：政治人物、教育學家，曾任中華民國教育部常務次長、教育改革審議委員會委員、國立嘉義大學校長、國立台灣師範大學社會教育研究所所長。
- 10月14日——洪哲勝：政治運動人士。
- 11月14日——黃正雄：政治人物，曾任總統府資政、總統府副秘書長、立法委員、高雄市建設局局長。
- 11月15日——陳維昭：醫師、教育工作者，曾任國立台灣大學校長。
- 11月16日——蔡介雄，政治人物。黨外運動先驅，曾任多屆臺灣省議會議員，有「黨外議長」之稱。（1997年逝世）
- 11月21日——楊維哲：數學家。
- 11月28日——李永熾：歷史學家、翻譯家。
- 11月30日——李源德：醫師，曾任台灣大學附設醫院院長。
- 12月10日——林惺嶽，畫家、美術史學者。著有《渡越驚濤駭浪的台灣美術》。
- 12月15日——吳榮義：經濟學家、政治人物，曾任行政院副院長、消費者保護委員會主任委員、台灣證券交易所董事長、APEC研究中心執行長。
- 12月21日——李文和：核子物理學家。1965年赴美國留學後，現已歸化為美國公民。
- 12月27日——許榮淑：政治人物，曾任立法委員。
- 12月28日——謝明村：藥理學家，曾任中國醫藥大學校長。

## 逝世
- 4月3日——三好德三郎，實業家、臺灣總督府評議會會員。（1873年出生）
- 6月14日——松木幹一郎，台灣電力株式會社社長。逝世於日本東京。（1872年出生）
- 8月24日——林幼春，詩人、社會運動者。參與籌組臺灣文化協會、臺灣議會期成同盟會。（1880年出生）